# Mark VI
Mark VI je bil eksperimetalni tank britanske vojske v prvi svetovni vojni.

## Opis in zgodovina tanka
Britanci so si po prihodu tanka Mark I zastavili načrte za prihodnost. Tako so se odločili narediti dva prototipa. Eden je bil tank Mark V, ki naj bi bil naslednik tanka Mark IV. Naslednji prototip, tank Mark VI, pa naj bi bil povsem nov tank s predvidenim novim dizajnom. 13. julija 1917 sta bila oba tanka predstavljena v leseni obliki. Načrti za ta tank se niso ohranili do danes , ohranila se je le slika tega tanka. Mark VI ima od predhodnikov povsem različne dimenzije. Nosilcev za orožje ni več. V tank je nameščen 57 milimetrski top. Nameščen je bil spredaj. Iz ohranjenih opisov izvemo, da je voznikov prostor postavljen bistveno nazaj kot prej. Na vsaki strani je puškomitraljez. Prostor s posadko je ločen od motorja. Uporabljene so bil široke gosenice (75 cm).
Američani so se septembra 1917 odločili, da bodo opremili tankovske enote z najsodobnejšimi britanskimi tanki, ki so bili takrat Mark VI. Hoteli so naročiti 600 tankov Mark VI. Vendar so se kasneje raje lotili skupnega projekta izdelave tanka Mark VII. Tako so decembra 1917 preklicali naročilo. Zato ni bil narejen niti en tank Mark VI.